# 클라우디아 즈비르스
클라우디아 안토이네터 즈비르스(네덜란드어: Claudia Antoinette Zwiers, 1973년 11월 23일~)는 네덜란드의 전직 유도 선수이다. 올림픽에 2회 참가했고 1996년 하계 올림픽에서 여자 미들급 동메달을 획득했다. 또한 세계 선수권 대회에서 동메달 1개, 유럽 선수권 대회에서 금메달 1개, 동메달 5개를 획득했다.